# Super-vilain
Pour les articles homonymes, voir Vilain.
Un super-vilain (de l'anglais « supervillain »), au féminin une super-vilaine, que l'on peut aussi désigner en français sous le terme de super-méchant ou super-scélérat,, est un type de méchant de fiction que l'on retrouve principalement dans les bandes-dessinées américaines (comics) et certains films d'action ou de science-fiction.
L’antagoniste du super-vilain est le super-héros (« super-héroïne » au féminin).
Le terme « super-vilain » est couramment employé pour désigner des personnages dotés de super-pouvoirs mais qui, à l'opposé des super-héros, utilisent leurs dons de manière égoïste pour commettre des crimes ou des actions néfastes. Néanmoins, le terme « super-vilain » s'est aussi étendu à tous les ennemis des super-héros, y compris ceux qui ne possèdent pas de pouvoirs surhumains.

## Description

### Dans les comics
En beaucoup de points, les super-vilains des comics les plus classiques sont semblables aux super-héros : ils possèdent comme eux des pouvoirs hors du commun, des costumes distinctifs, une double identité, etc. La seule différence majeure est, en général, que les super-vilains utilisent leurs pouvoirs pour faire le mal ou pour assouvir leur soif de pouvoir personnel.
Au Brésil, La Griffe grise est l'une des premières bandes dessinées à mettre en scène un super-vilain. Publiée entre 1937 et 1939, elle a été écrite par Francisco Armond et dessinée par Renato Silva. Le personnage principal, un criminel masqué et machiavélique, était influencé par les pulps de l'époque. La série a également été publiée en Belgique entre 1944 et 1947 dans le magazine Le Moustique.

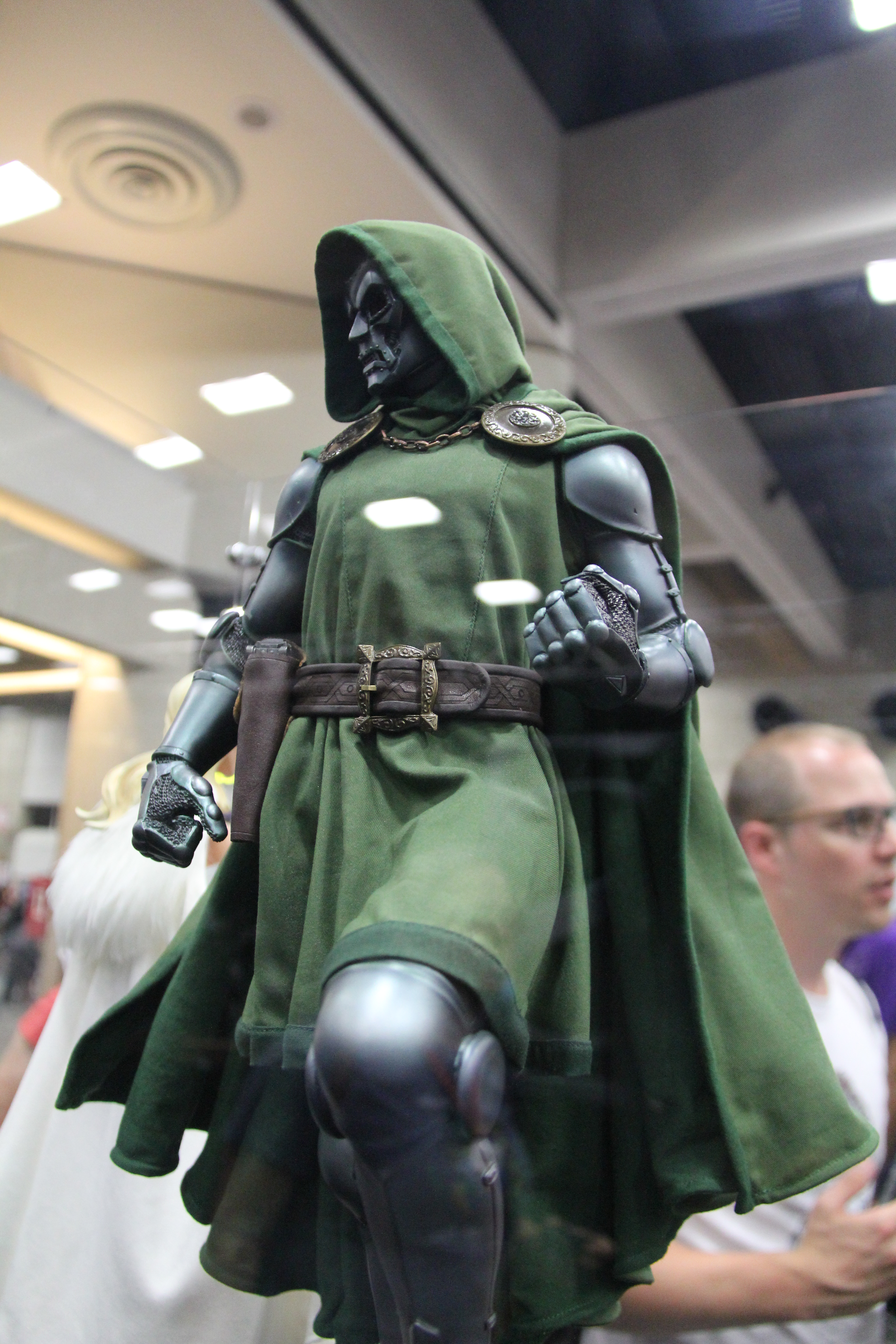
Figurine du Docteur Fatalis, l'ennemi juré des Quatre Fantastiques dans l'univers Marvel.

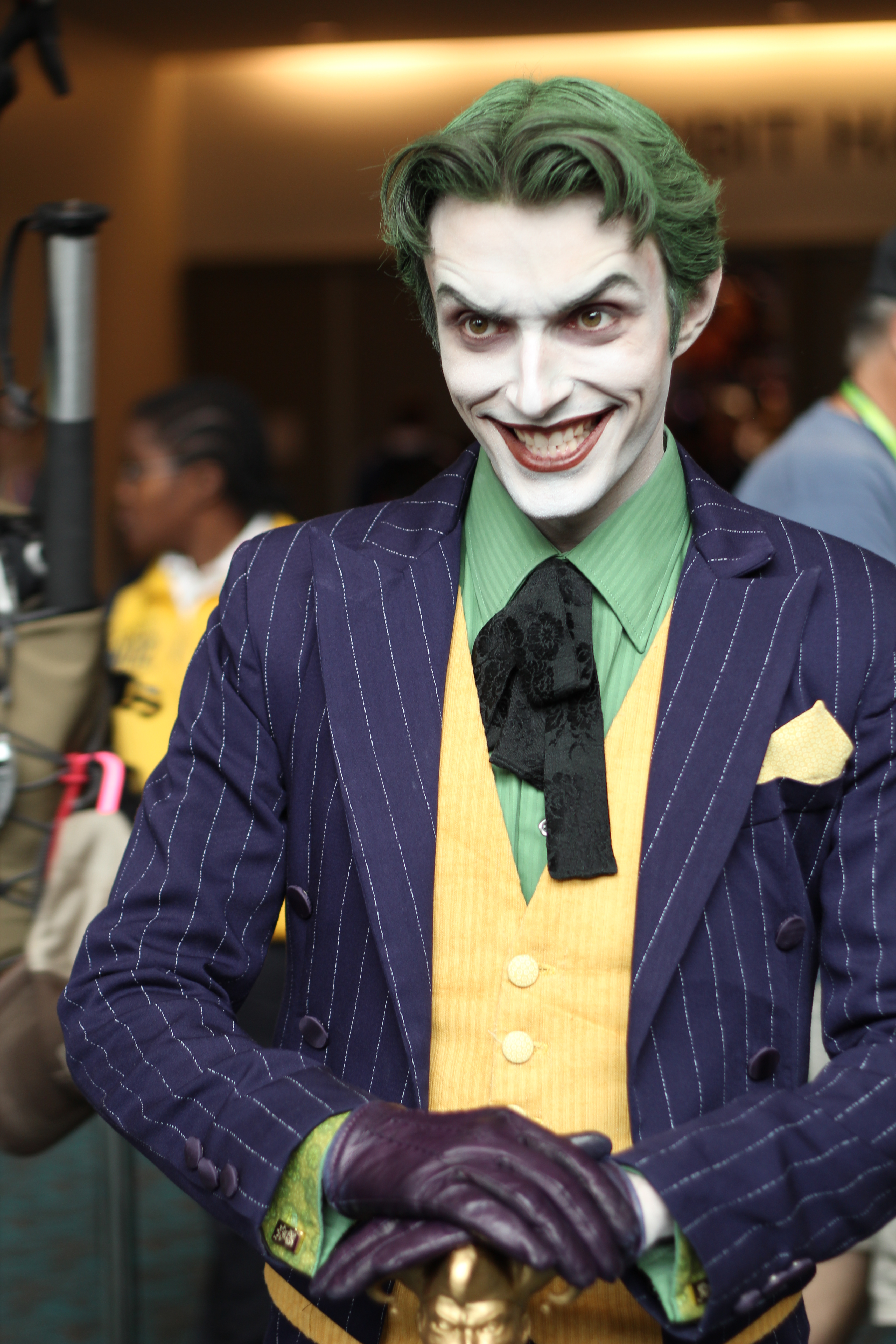
Cosplay du Joker, l'ennemi juré de Batman et un super-vilain classique de la bande dessinée américaine.

Dans les premiers archétypes, les super-vilains se servaient usuellement de leurs dons pour commettre des vols ou des crimes d'ampleur, voire pour conquérir le monde s'ils étaient ambitieux. Ils sont souvent égocentriques et n'ont en règle générale guère de respect pour la vie humaine d'autrui. Par la suite, de nouvelles motivations sont ajoutées : le super-vilain peut être animé par un désir de vengeance (envers un héros ou une autre personne qui lui a fait du mal ou qui l'a ridiculisée), et même parfois agir pour une noble cause, bien qu'il la serve mal (à l'image du mutant Magnéto et de ses positions dogmatiques).
Le cas le plus typique concernant l'origine des pouvoirs surhumains des super-vilains consiste, à l'image des super-héros, en un accident (chimique, nucléaire ou génétique, comme avec le cas du Joker qui chuta dans une cuve de produits chimiques), ce qui engendre souvent la folie du personnage, en même temps qu'il lui confère ses pouvoirs. Cependant, les auteurs ont parfois créé d'autres cas, comme des origines mutantes, extra-terrestres, surnaturelles, etc.
Souvent, les super-vilains (surtout les principaux ennemis) ont des pouvoirs et des origines qui reflètent celles des super-héros qu'ils affrontent. Par exemple, le savant fou Victor Von Fatalis (le Docteur Fatalis) est l'antithèse du scientifique Red Richards (Mr Fantastique).
Tout comme les super-héros, les super-vilains sont parfois membres de groupes de super-vilains, tels que les Sinister Six, le Suicide Squad, la Ligue de l'injustice (l'antithèse de la Justice League of America), la Confrérie des mutants, la Legion of Doom ou les Maîtres du mal, pour n'en citer que quelques-uns.

### Au cinéma et à la télévision

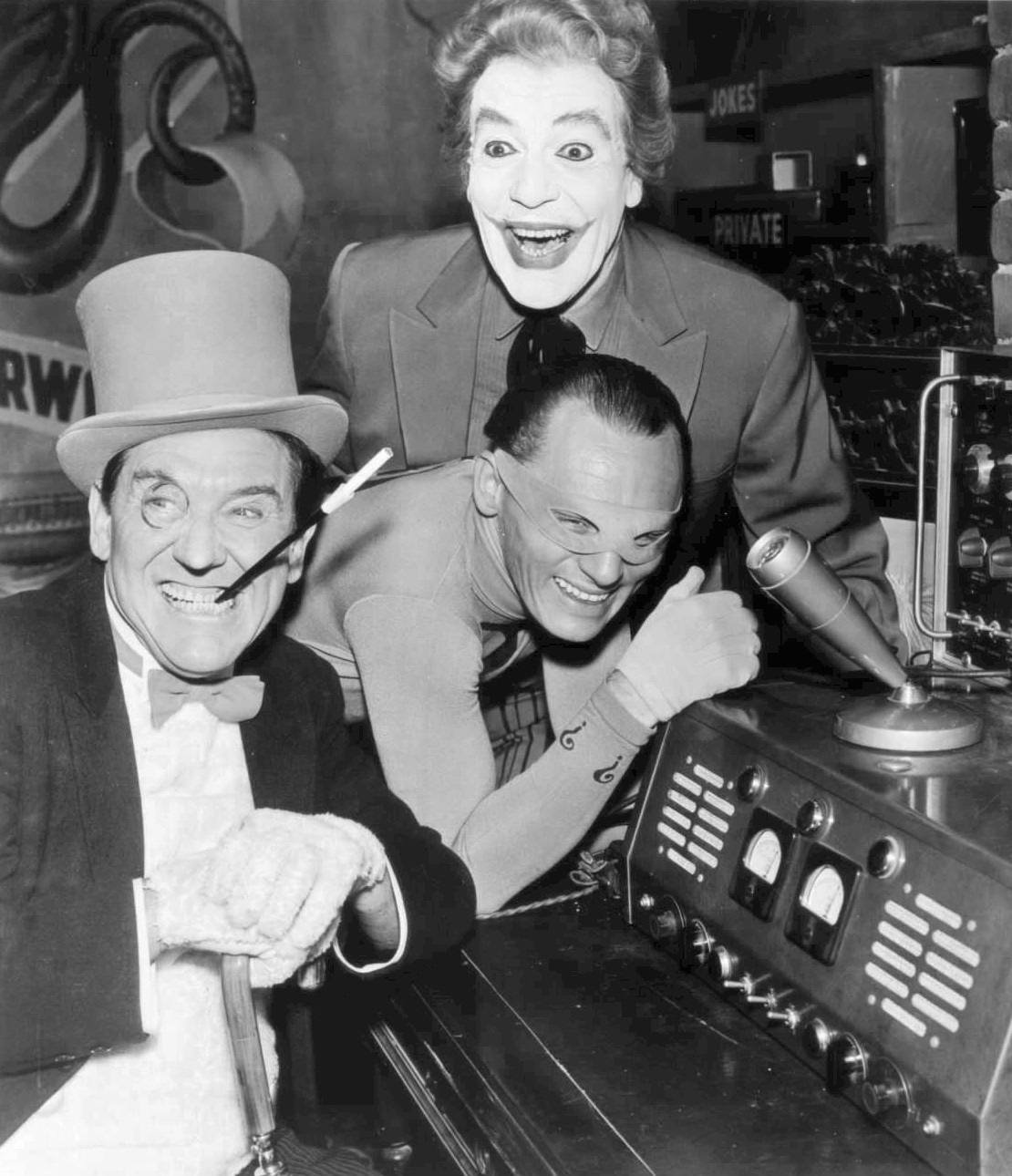
Photographie des acteurs incarnant les super-vilains du film Batman (1966) et de la série télévisée Batman des années 1960, qui sont deux adaptation des aventures du héros de comics Batman.
De gauche à droite : le Pingouin, le Sphinx (ou l'Homme-mystère) et le Joker.

Dans les films sur l'agent secret James Bond, son antagoniste le plus connu, l'archi-méchant Ernst Stavro Blofeld (qui apparaît fréquemment assis dans un fauteuil tout en caressant son chat, laissant souvent son visage invisible au spectateur lors de ses apparitions à l'écran) est devenu influent sur les références concernant les super-vilains dans le cinéma populaire.
Le personnage a notamment été parodié avec le méchant et son chat du chef du gang MAD dans la série animée Inspecteur Gadget, le personnage du Docteur Denfer (en) (Dr. Evil) et de son chat Mr. Bigglesworth de la série de films Austin Powers, ou le personnage du Dr. Blowhole de la série télévisée d'animation Les Pingouins de Madagascar.

### Dans la littérature
L'un des premiers exemples de super-vilain est le personnage de John Devil, créé en 1862 par l'écrivain français Paul Féval père, suivi en 1863 par le machiavélique Colonel Bozzo-Corona, leader de l'organisation criminelle Les Habits noirs, également de Féval.
Dans le documentaire A Study in Sherlock, les écrivains Stephen Moffat et Mark Gatiss considèrent le personnage du professeur Moriarty comme un super-vilain, parce que lui aussi possédait une intelligence similaire à une génie et des pouvoirs d'observation et de déduction similaires à Sherlock Holmes, le plaçant au-dessus des gens ordinaires au point où lui seul peut représenter une menace crédible pour le héros.
Un autre exemple de vilain pionnier est Zigomar, personnage créé en 1909 par l'écrivain français Léon Sazie pour le journal Le Matin. Zigomar est un criminel masqué portant une capuche rouge, leader de la « bande des Z » qui terrorisait Paris.
En 1911, le personnage de Fantômas, créé par Marcel Allain et Pierre Souvestre, se rapproche plutôt du super-vilain.
En 1912, l'auteur anglais Sax Rohmer crée le personnage de Fu Manchu, devenu l'une des figures les plus emblématiques des vilains orientaux dans la culture populaire. Incarnant le concept du « peril jaune », avec son intellect supérieur et ses capacités hors du commun, Fu Manchu est un adversaire redoutable, souvent associé à des menaces globales et des complots machiavéliques.

## Classement
À l'été 2009, le site web spécialisé IGN a réalisé un classement des 100 meilleurs Vilains (Méchants) des comics, sur une période de 75 années. Voici les 20 premiers et, en dessous, quelques autres notables de la liste :
| Rang | Nom du Vilain      | Maison d'édition |
| ---- | ------------------ | ---------------- |
| 1    | Le Joker           | DC Comics        |
| 2    | Magnéto            | Marvel Comics    |
| 3    | Le Docteur Fatalis | Marvel Comics    |
| 4    | Lex Luthor         | DC Comics        |
| 5    | Galactus           | Marvel Comics    |
| 6    | Darkseid           | DC Comics        |
| 7    | Ra's al Ghul       | DC Comics        |
| 8    | Loki               | Marvel Comics    |
| 9    | Dark Phoenix       | Marvel Comics    |
| 10   | Wilson Fisk        | Marvel Comics    |

| Rang | Nom du Vilain | Maison d'édition |
| ---- | ------------- | ---------------- |
| 11   | Catwoman      | DC Comics        |
| 12   | Double-Face   | DC Comics        |
| 13   | Norman Osborn | Marvel Comics    |
| 14   | Crâne rouge   | Marvel Comics    |
| 15   | Sinestro      | DC Comics        |
| 16   | Black Adam    | DC Comics        |
| 17   | Brainiac      | DC Comics        |
| 18   | Mystique      | Marvel Comics    |
| 19   | Le Fléau      | Marvel Comics    |
| 20   | Bullseye      | Marvel Comics    |

Venom (22), Ultron (23), Apocalypse (24), Bizarro (25), Captain Cold (27), Docteur Octopus (28), Général Zod (30), Shredder (39), Baron Zemo (40), Mongul (41), Thanos (47), L'Épouvantail (58), Riddler (59), Kang le Conquérant (65), Herr Starr (66), Mr. Freeze (67), William Stryker (70), Le Mandarin (81), Docteur Light (84), Mystério (85), Le Gouverneur (The Walking Dead) (86), Hunter Rose (88), Carnage (90), Omni-Man (93); Annihilus (94), Omega Red (95), Violator (97), Mastermind (98), Fin Fang Foom (99), MODOK (100).